# Estación de Fontaine Michalon
La estación de Fontaine Michalon es una estación ferroviaria francesa ubicada en el municipio de Antony (departamento de Hauts-de-Seine). 
Es una estación de la RATP que forma parte de la línea B del RER.

## La estación
La estación está abierta por la Compañía del ferrocarrol metropolitano de París (CMP) en los años 1930. Se inauguró el 1 de julio de 1940.

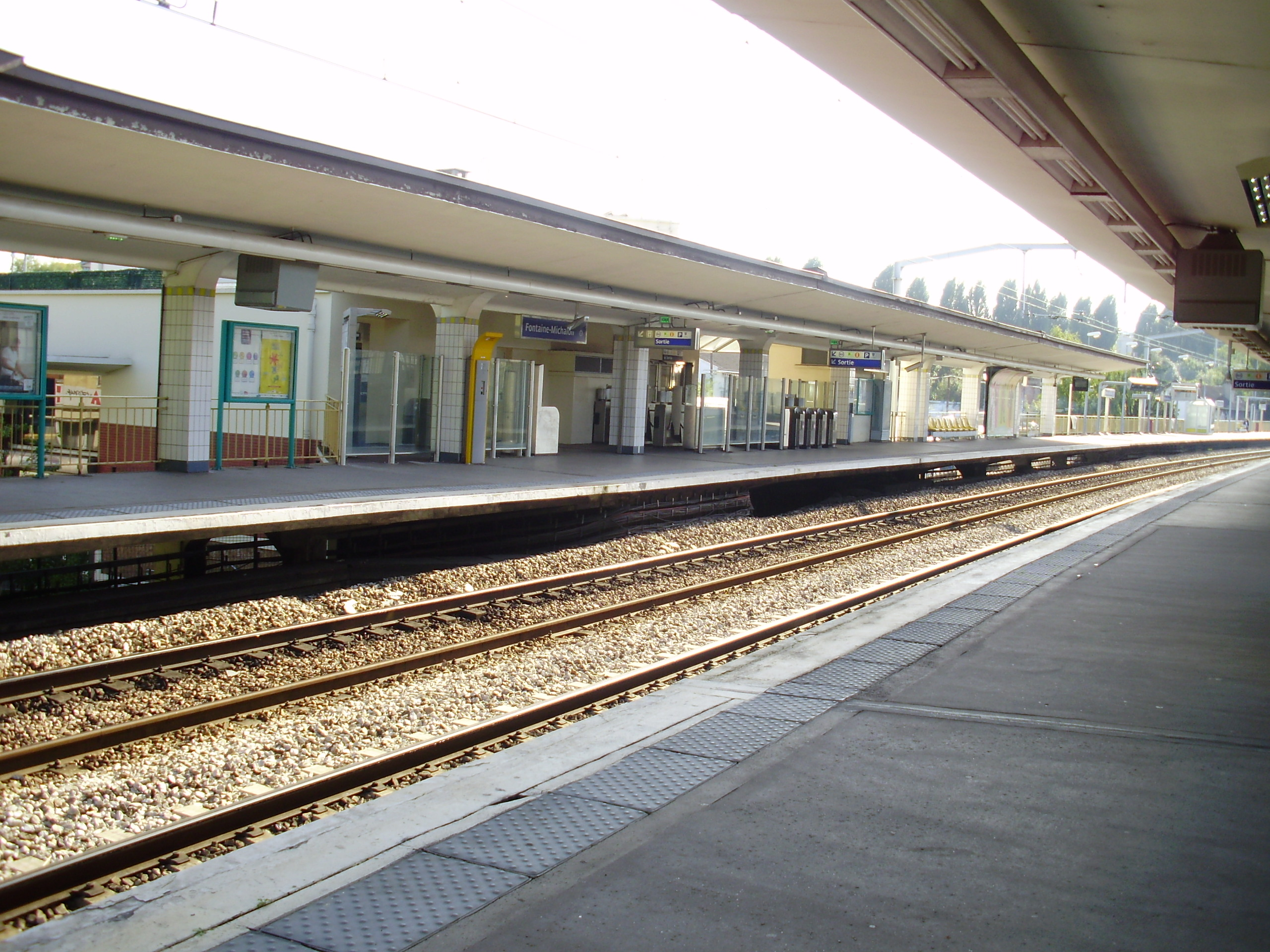
Vista del andén hacia Saint-Rémy-lès-Chevreuse desde el andén opuesto.
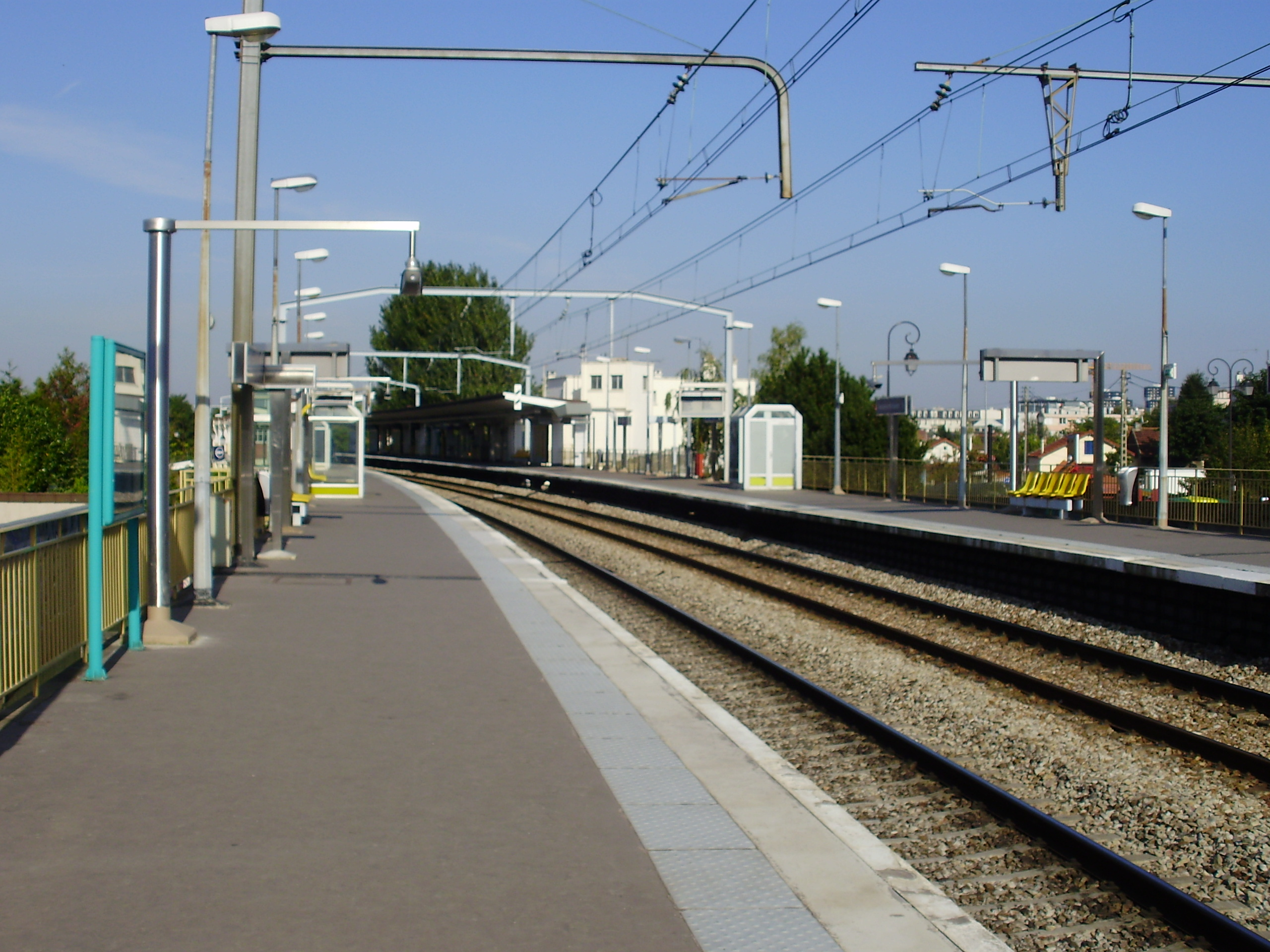
Vista de los andenes mirando hacia Aéroport CDG 2/Mitry - Claye.

## Historia
El nombre de « Fontaine Michalon » viene del nombre de un dueño, M. Michalon, que recibo una propiedad sita entre la calle Prosper-Legouté, la calle Jean-Monnet, la vía férrea y la calle del Abrevadero. Acondicionó un parque e hizo construir un castillo. Esta morada fue en lo sucesivo la obra social Les enfants herreux (los niños felices) que acogía niños con problemas familiares
En 1859, M. Michalon hizo construir, a aproximadamente 300 m al norte de la estación, un edificio conocido por el nombre de «fontaine  Michalon», accesible a todo el mundo, ubicado al ángulo de la calle Prosper-Legouté y de la avenida Jean-Monnet, en cara de la escuela Paul-Bert. El edificio fue demolido en 1929.
En 2011, 575 331 viajeros utilizaron la estación.

## A proximidad
En los alrededores de la estación se ubican algunos comercios. El parque Heller se encuentra cerca.
El RER C pasa cerca de la estación de Fontaine-Michalon (paso a nivel en la calle Mirabeau) pero sin darle servicio.